# 넓이
넓이 또는 면적(面積, 영어: area)은 이차원 공간 영역의 크기를 표현하는 물리량이다. 그리고 표면적 또는 겉넓이(surface area)는 물체 바깥쪽에 드러난 부분의 면적의 합을 말한다.
넓이의 단위로는 여러 가지가 있지만, 일반적으로 1제곱미터(m2)가 사용되고 있다. 이것은 한변의 길이가 1m인 정사각형의 넓이와 같다. 임의의 크기를 지닌 정사각형의 넓이를 잴 때는 길이를 잴 때와 마찬가지로 이 1m2인 정사각형의 몇 배인가를 비교하면 된다. 또, 정사각형 이외의 직사각형·삼각형·원 등 모양이 규칙적인 것의 넓이는 각각 변의 길이, 높이, 반지름 등을 재서 수학적으로 계산할 수 있다.  모양이 불규칙한 것의 넓이는 모눈종이를 사용하여 그 형태를 옮기고 그 모눈의 수로 넓이를 구할 수가 있다. 또, 플래니미터를 사용하여 직접 구할 수도 있다.

## 단위
넓이는 길이의 제곱과 같은 단위를 가진다. SI 단위계의 기본 단위는 제곱미터(m2)이며, 이로부터 파생된 제곱센티미터(cm2), 제곱킬로미터(km2) 등이 있다. 그밖에 다음과 같은 단위가 있다.
- 1 평 = 3.3058 m2
- 1 에이커 = 43,560 ft2 = 4046.8564224 m2
- 1 제곱마일(mi2) = 640 에이커 = 2.5899881103 km2
- 1 아르 = 100 제곱미터

## 공식
| 도형       | 공식                                                                                    | 비고 |
| ---------- | --------------------------------------------------------------------------------------- | --- |
| 정사각형   | {\displaystyle s^{2}\,}                                                                 | {\displaystyle s}는 정사각형의 한 변이다.                                                                          |
| 직사각형   | {\displaystyle lw\,}                                                                    | {\displaystyle l}과 {\displaystyle w}는 각각 직사각형의 가로와 세로이다.                                           |
| 평행사변형 | {\displaystyle bh\,}                                                                    | {\displaystyle b}와 {\displaystyle h}는 각각 평행사변형의 밑변과 높이이다.                                         |
| 마름모     | {\displaystyle {\frac {1}{2}}ab}                                                        | {\displaystyle a}와 {\displaystyle b}는 마름모의 대각선이다.                                                       |
| 사다리꼴   | {\displaystyle {\frac {1}{2}}(a+b)h}                                                    | {\displaystyle a}와 {\displaystyle b}는 각각 사다리꼴의 윗변과 아랫변이고 {\displaystyle h}는 사다리꼴의 높이이다. |
| 삼각형     | {\displaystyle {\frac {1}{2}}bh}                                                        | {\displaystyle b}와 {\displaystyle h}는 각각 삼각형의 밑변과 높이이다.                                             |
| 원         | {\displaystyle \pi r^{2}\,}                                                             | {\displaystyle r}은 원의 반지름이다.                                                                               |
| 타원       | {\displaystyle \pi ab\,}                                                                | {\displaystyle a}와 {\displaystyle b}는 각각 타원의 반장축과 반단축이다.                                           |
| 부채꼴     | {\displaystyle \pi r^{2}{\frac {\theta }{360}}\,} or {\displaystyle {\frac {1}{2}}rl\,} | θ는 중심각(angle)이고, {\displaystyle l}는 호이다.                                                                 |

위 도형외의 곡선의 넓이는 적분을 이용하여 구한다.

## 증명
위 도형의 면적(넓이)에 대한 공식은 적분을 이용하여 증명하거나 공식을 유도할 수 있다.

## 같이 보기
- 크기 정도 (넓이) - 각 넓이 자릿수를 비교하는 글.
- 부피
- 겉넓이
- 심프슨 공식